# Liste der Baudenkmäler in Berverath
Die Liste der Baudenkmäler in Berverath enthält die denkmalgeschützten Bauwerke auf dem Gebiet der Stadt Erkelenz im Kreis Heinsberg in Nordrhein-Westfalen (Stand: Oktober 2011). Diese Baudenkmäler sind in der Denkmalliste der Stadt Erkelenz eingetragen; Grundlage für die Aufnahme ist das Denkmalschutzgesetz Nordrhein-Westfalen (DSchG NRW).

| Bild                      | Bezeichnung               | Lage                         | Beschreibung | Bauzeit                            | Eingetragen seit | Denkmal- nummer |
| ------------------------- | ------------------------- | ---------------------------- | --- | ---------------------------------- | ---------------- | --------------- |
| weitere Bilder            | Kapelle                   | Berverath Karte              | Neubarocke Backstein-Kapelle mit Werksteingliederungen, Walmdach und Dachreiter.                                                                                              | 1909                               | 20. Oktober 1982 | 8               |
| Wegekreuz vor der Kapelle | Wegekreuz vor der Kapelle | Berverath Karte              | 18. Jahrhundert; Holz mit Korpus | 18. Jh.                            | 20. Oktober 1982 | 9               |
| Backsteinhof              | Backsteinhof              | Berverath Berverath 5 Karte  | Backsteinhof, zur Straße hin Wohnstallhaus, der Wohnteil 2-geschossig in 5 Achsen.                                                                                            | Zweite Hälfte des 19. Jahrhunderts | 20. Oktober 1982 | 10              |
| Fachwerkgiebelhaus        | Fachwerkgiebelhaus        | Berverath Berverath 6 Karte  | Fachwerkgiebelhaus, Front später massiv erneuert und verputzt; die Wirtschaftsgebäude weitgehend erneuert.                                                                    | 1785                               | 20. Oktober 1982 | 11              |
| 4 flügeliger Backsteinhof | 4 flügeliger Backsteinhof | Berverath Berverath 19 Karte | 4-flügeliger Backstein-Hof, Wohnhaus 2-geschossig in 5 Achsen, Türgewände und Fensterbänke in Blaustein                                                                       | Zweite Hälfte des 19. Jahrhunderts | 20. Oktober 1982 | 12              |
| Fachwerkhof               | Fachwerkhof               | Berverath Berverath 23 Karte | Straßenseitige Backsteinfassade, die Binder und die Decke mit Kölner Decke sowie der Raum links neben der Toreinfahrt, die Toreinfahrt, an Front Jahreszahl in Ankersplinten. | 1846                               | 20. Oktober 1982 | 13              |
| Backsteinhof              | Backsteinhof              | Berverath Berverath 24 Karte | Backstein-Hof, Wohnhaus 2-geschossig in 5 Achsen, vermauerte Toreinfahrt, rückwärts Fachwerk, verputzt, Nebengebäude erneuert, im Hof Gusseisen-Pumpe                         | Mitte des 19. Jahrhunderts         | 20. Oktober 1982 | 14              |